# اچ‌ام‌اس گول (۱۹۱۸)
اچ‌ام‌اس گول (۱۹۱۸) (به انگلیسی: HMS Goole (1918)) یک کشتی بود که طول آن ۲۳۱ فوت (۷۰ متر) بود. این کشتی در سال ۱۹۱۸ ساخته شد.